# Nike Oshinowo
Nike Oshinowo, née Adenike Asabi Oshinowo en 1966, également connue en tant que Nike Oshinowo-Soleye est une présentatrice de talk-show et une chef d'entreprises, nigériane. Désignée plus belle femme du Nigeria en 1991, elle rachète la franchise Miss Nigeria en 2010.

## Biographie
Néeen 1966, Nike Oshinowo grandit à Ibadan puis en Angleterre. Bien qu'elle aspire à devenir hôtesse de l' air ou médecin, elle étudie la politique à l'université de l'Essex. Peu de temps après avoir obtenu son diplôme, Oshinowo, encadrée par l' ancienne Miss Nigeria, Helen Prest-Ajayi (en), représente l'État de Rivers au concours de la plus belle femme du Nigeria et devient, en 1991, la première élue d'origine Yoruba. Sa victoire, est immédiatement accompagnée d'une controverse selon laquelle le concours aurait été arrangé en sa faveur.
puis Nike Oshinowo apparaît dans une publicité pour la gamme de produits de beauté Venus de Milo et anime une émission de mode et de beauté à la télévision nigériane. Parmi ses entreprises, on peut citer le service de livraison de nourriture africaine Buka Express, et le «spa de jour» Skin Deep, qui a fonctionné pendant sept ans avant d'être vendu après qu'elle a décidé de créer sa propre gamme de produits de beauté pour le marché nigérian,. Le 17 janvier 2010, elle sort la vidéo d'entraînement Nike Oshinowo : Fit, Forty and Fabulous - le premier DVD de fitness produit par une célébrité dans le pays - et lance son propre parfum Asabi.
En 2010, après des tentatives durant six ans, Oshinowo parvient finalement à acheter la franchise Miss Nigeria à l'ancien organisateur Daily Times, et devient directrice générale et créative du concours de 2010 à 2012,. En 2013, Oshinowo lance le concours Centenary Pageant, avec le gagnant régnant pendant cent ans.
Puis en 2014, Oshinowo lance son émission Late Night with Nike Oshinowo sur AIT
.

## Source de la traduction
- (en) Cet article est partiellement ou en totalité issu de l’article de Wikipédia en anglais intitulé « Nike Oshinowo » (voir la liste des auteurs).